# ۲ مرداد
۲ مرداد/اسد صد و بیست و ششمین روز از سال در گاه شماری خورشیدی است. به پایان سال ۲۳۹ روز (۲۴۰ روز در سال کبیسه) مانده‌است.

## مناسبت‌ها
- آغاز سال طبری
- روز فیزیوتراپی در ایران

## رویدادها
- ۱۲۵۸. ورود لویس کاواگناری (Sir Louis cavagnari) نماینده بریتانیا به کابل پس از امضای معاهده گندمک.
- ۱۲۹۰ - سپهدار تنکابنی از رئیس الوزرائی معزول شد و مجلس صمصام السلطنه بختیاری را به رئیس الوزرائی تعیین نمود.
- ۱۳۴۲ - صدور اعلامیه مشترک علما در تأیید مرجعیت «سید روح الله خمینی»
- ۱۳۵۶ - سناتور رابرت برد رهبر دموکراتها در سنای آمریکا به فروش آواکس به ایران مخالفت کرد
- ۱۳۶۰ - برگزاری دومین انتخابات ریاست جمهوری و انتخاب محمدعلی رجایی
- ۱۳۶۶ - سیل در منطقه بوژان
- ۱۳۶۷ - عملیات غدیر جهت دفع مجدد حملات عراق از مرزهای جنوبی ایران در منطقه شلمچه
- ۱۳۶۹ - تأسیس فرهنگستان زبان و ادب فارسی
- ۱۳۸۸ - حادثه پرواز شماره ۱۵۲۵ آریا
- ۱۳۹۵. انفجار تروریستی در اجتماع معترضان جنبش روشنایی در میدان ده‌مزنگ کابل.

## زادروزها
- ۱۳۲۰ - فخری نیکزاد، دوبلور، گویندگان اصلی برنامه گلها
- ۱۳۲۰ - جلال مقامی، دوبلور برجسته سینما
- ۱۳۳۱ - منیرو روانی‌پور، نویسنده ایرانی- امریکایی
- ۱۳۳۳ - سید عطاء الله مهاجرانی، سیاستمدار ایرانی و وزیر فرهنگ و اشاد اسلامی در دولت محمد خاتمی.
- ۱۳۳۵ - ارژنگ کامکار، نوازنده تمبک و نقاش ایرانی
- ۱۳۳۶ - سندی، شهرام آذر، خواننده و اهنگساز
- ۱۳۴۱ - بهمن هاشمی، مجری و صداپیشه تلویزیون
- ۱۳۴۲ - سیروس کهوری نژاد، بازیگر
- ۱۳۵۱ - شقایق فراهانی، بازیگر
- ۱۳۵۶ - مهدی مهدوی کیا، فوتبالیست
- ۱۳۶۳ - پگاه آهنگرانی، بازیگر

## درگذشت ها
- ۱۳۶۹ - مرتضی نی‌داود، نوازندهٔ ایرانی
- ۱۳۷۴ - توران امیرسلیمانی، همسر سوم رضاشاه
- ۱۳۷۹ - احمد شاملو، شاعر، نویسنده، فرهنگ‌نویس، ادیب و مترجم
- ۱۳۸۶ - عبدالکریم حق‌شناس، فقیه، استاد اخلاق و عارف معاصر شیعه
- ۱۴۰۲ - امیرتیمور پورتراب، موسیقی‌دان (زاده ۱۳۰۸)